# Uvarovitettix
Uvarovitettix is een geslacht van rechtvleugeligen uit de familie doornsprinkhanen (Tetrigidae). De wetenschappelijke naam van dit geslacht is voor het eerst geldig gepubliceerd in 1960 door Bazyluk & Kis.

## Soorten
Het geslacht Uvarovitettix omvat de volgende soorten:
- Uvarovitettix gibberosa Wang & Zheng, 1993
- Uvarovitettix nodulosus Fieber, 1853
- Uvarovitettix pseudodepressus Ingrisch, 2006
- Uvarovitettix transsylvanicus Bazyluk & Kis, 1960